# 円野村
円野村（まるのむら）は山梨県北巨摩郡にあった村。現在の韮崎市円野町各町にあたる。

## 地理
- 山：荒倉山、燕頭山
- 河川：釜無川

## 歴史
- 1874年（明治7年）9月 - 巨摩郡上円井（かみつぶらい）村・下円井（しもつぶらい）村・入戸野（にっとの）村が合併して円野村となる。
- 1878年（明治11年）7月22日 - 郡区町村編制法の施行により、円野村が北巨摩郡の所属となる。
- 1889年（明治22年）7月1日 - 町村制の施行により、円野村が単独で自治体を形成。
- 1954年（昭和29年）10月10日 - 韮崎町・穂坂村・藤井村・清哲村・神山村・大草村・竜岡村・旭村・中田村・穴山村と合併して韮崎市が発足。同日円野村廃止。

## 交通

### 道路
- 国道20号